# Великоп'ятигірська сільська рада
| Великоп'ятигірська сільська рада (також — Велико-П'ятигорська сільська рада) — колишня адміністративно-територіальна одиниця та орган місцевого самоврядування у Махнівському (Бердичівському), Бердичівському районах, Бердичівській міській раді Бердичівської округи, Вінницької і Житомирської областей УРСР та України з адміністративним центром у с. Велика П'ятигірка. Сільській раді підпорядковувались населені пункти: - с. Велика П'ятигірка - с. Любомирка - с. Мирне - с. Лісове |

## Населення

### наявне
Згідно з переписом УРСР 1989 року чисельність наявного населення сільської ради становила 1231 особа, з яких 541 чоловік та 690 жінок.
За переписом населення України 2001 року в сільській раді мешкало 1179 осіб.

### постійне
Відповідно до перепису населення СРСР 17 грудня 1926 року, чисельність населення ради становила 1 601 особу, з них, за статтю: чоловіків — 810, жінок — 791; етнічний склад: українців — 1 445, євреїв — 7, поляків — 149. Кількість господарств — 343.
Відповідно до результатів перепису населення СРСР, кількість населення ради, станом на 12 січня 1989 року, становила 1 236 осіб.
Станом на 5 грудня 2001 року, відповідно до перепису населення України, кількість мешканців сільської ради становила 1 180 осіб.

### Мова
Розподіл населення за рідною мовою за даними перепису 2001 року:
| Мова       | Відсоток |
| ---------- | -------- |
| українська | 97,37 %  |
| російська  | 2,54 %   |
| білоруська | 0,08 %   |

## Склад ради
Рада складалася з 16 депутатів та голови.

## Керівний склад сільської ради
| ПІБ                         | Основні відомості                                                  | Дата обрання | Дата звільнення |
| --------------------------- | ------------------------------------------------------------------ | ------------ | --------------- |
| Огороднійчук Раїса Адамівна | Сільський голова , 1954 року народження, освіта, позапартійна      | 26.03.2006   | 31.10.2010      |
| Коріненко Олег Дмитрович    | Сільський голова , 1964 року народження, освіта вища, безпартійний | 31.10.2010   |                 |

## Історія
Створена 1923 року в складі с. Велика П'ятигірка, хутора Хмелівський та лісової сторожки П'яток Бистрицької волості Бердичівського повіту Київської губернії.
Станом на 1 жовтня 1941 року на обліку значаться с. Мала П'ятигірка та х. Давидів; х. Хмелівський не перебуває на обліку населених пунктів. Станом 1 вересня 1946 року хутори Давидів та П'яток не перебувають на обліку населених пунктів.
Станом на 1 вересня 1946 року сільрада входила до складу Бердичівського району Житомирської області, на обліку в раді перебували с. Велика П'ятигірка та х. Червона Зірка.
11 серпня 1954 року до складу ради приєднано територію та села Бенедівка, Любомирка, Радянське та Романівка ліквідованої Радянської сільської ради Бердичівського району. 10 червня 1958 року села Бенедівка, Радянське та Романівка відійшли до складу відновленої Радянської сільської ради. 16 вересня 1960 року поставлено на облік новоутворений населений пункт — с. Мирне.
Станом на 1 січня 1972 року сільрада входила до складу Бердичівського району Житомирської області, на обліку в раді перебували села Велика П'ятигірка, Любомирка, Мирне та Червона Зірка.
Припинила існування 2018 року в зв'язку з об'єднанням до складу Райгородоцької сільської територіальної громади Бердичівського району Житомирської області.
Входила до складу Махнівського (Бердичівського, 7.03.1923 р.), Бердичівського (17.06.1925 р., 28.06.1939 р.) районів та Бердичівської міської ради (15.09.1930 р.).